# Pop Show
Pop Show est un jeu télévisé musical français animé par Nagui, diffusé en prime-time le 3 octobre 2015 sur France 2. Le 9 juin 2016 Nagui annonce la fin de l'émission dans Le grand direct des médias sur Europe 1 et il revient le 27 juin 2020.

## Concept
Dix invités jouent à divers quiz, karaokés, blind test et autres anecdotes sur le thème de la musique, ce qui permet d'avoir des informations sur l'histoire de la musique et des paroliers. Les gains obtenus dans le jeu sont reversés à l'association Handicap International.

## Présentation
Cette émission est présentée par Nagui.
Nagui est accompagné par les musiciens de l'émission N'oubliez pas les paroles, à savoir Fabien le chanteur/percussionniste, Magali la chanteuse/claviériste/accordéoniste, Momo le bassiste, Jean-Luc et Christian les guitaristes, Julien, Alexis et Michael aux cuivres, Damien le batteur, François le pianiste, Karen la violoniste ainsi que Jessie, Manu Vince et Nathalie les choristes.

## Invités

### 3 octobre 2015
Les candidats ont joué pour l'association Handicap international et ont remporté 60 000 €.
Équipe 1
- Amandine Bourgeois, chanteuse
- Lorànt Deutsch, acteur et écrivain
- Valérie Bègue, Miss France 2008, animatrice télé
- Emmanuel Moire, chanteur
- Axelle Laffont, actrice et humoriste

Équipe 2
- Jean-Luc Lemoine, humoriste et animateur télé
- Julie Zenatti, chanteuse
- Michaël Gregorio, comédien, chanteur et humoriste
- Isabelle Vitari, actrice
- Vianney, chanteur

Déroulement :
- Manche 1 : 00 points pour l'équipe 1, 10 points pour l'équipe 2
- Manche 2 : 00 points pour l'équipe 1, 20 points pour l'équipe 2
- Manche 3 : 00 points pour l'équipe 1, 30 points pour l'équipe 2
- Manche 4 : 10 points pour l'équipe 1, 30 points pour l'équipe 2
- Manche 5 : 20 points pour l'équipe 1, 30 points pour l'équipe 2
- Manche 6 : 30 points pour l'équipe 1, 40 points pour l'équipe 2
- Manche 7 : 30 points pour l'équipe 1, 50 points pour l'équipe 2, élimination de l'équipe 1
- Manche 8 : élimination de Jean-Luc Lemoine, Michaël Gregorio et Isabelle Vitari.
- Manche 9 : élimination de Vianney et victoire de Julie Zenatti

### 13 février 2016
Les candidats ont joué pour le Secours Populaire  et ont remporté 65 000 €
- Virginie Hocq, comédienne et humoriste
- Arnaud Ducret, acteur et humoriste
- Michèle Bernier, comédienne et humoriste
- Anthony Kavanagh, humoriste, acteur et chanteur
- Delphine Wespiser, Miss France 2012
- Stéphane Rousseau, acteur et humoriste

Déroulement
- Manche 1 : Michèle Bernier, s'assoit sur le siège
- Manche 2 : Anthony Kavanagh, s'assoit sur le siège
- Manche 3 : Arnaud Ducret, s'assoit sur le siège
- Manche 4 : Delphine Wespiser, s'assoit sur le siège
- Manche 5 : Stéphane Rousseau, s'assoit sur le siège
- Manche 6 : Virginie Hocq, s'assoit sur le siège
- Manche 7 : élimination de Delphine Wespiser, Virginie Hocq, Stéphane Rousseau et Michèle Bernier
- Manche 8 : élimination de Anthony Kavanagh et victoire de Arnaud Ducret

### 27 juin 2020
Les candidats jouent pour l'association secours populaire. Bruno Guillon gagne la demi-finale 13-3 face à Florent Peyre, puis fait un sans faute sur la finale en énumérant les 10 images proposées en moins d'une minute. Il fait donc gagner les 50 000 € supplémentaires. Le gain remporté pour l'association est de 100 000 € ! 
- Julie Zenatti, chanteuse
- Élisa Tovati, actrice et chanteuse
- Camille Chamoux, comédienne et actrice
- Julie Ferrier, actrice et humoriste
- Claudio Capéo, chanteur et accordéoniste
- Florent Peyre, humoriste
- Bruno Guillon, animateur
- André Manoukian, acteur et pianiste

### 4 juillet 2020
- Caroline Vigneaux, humoriste
- Helena Noguerra, actrice et chanteuse
- Virginie Hocq, comédienne
- Sandrine Quétier, animatrice
- Michaël Youn, acteur
- Cali, chanteur
- Vincent Desagnat, acteur
- Keen'V, chanteur

## Audiences
| Émission N°          | Date                 | Nombre de téléspectateurs | Part d'audience      |
| Saison 1 (2015-2016) | Saison 1 (2015-2016) | Saison 1 (2015-2016)      | Saison 1 (2015-2016) |
| -------------------- | -------------------- | ------------------------- | -------------------- |
| 1                    | 3 octobre 2015       | 2 783 000                 | 13 %                 |
| 2                    | 13 février 2016      | 2 157 000                 | 9,9 %                |
| Saison 2 (2020)      |                      |                           |                      |
| 3                    | 27 juin 2020         | 1 822 000                 | 10,2 %               |
| 4                    | 4 juillet 2020       | 1 398 000                 | 7,5 %                |